# Valiant Hearts: The Great War
Valiant Hearts: The Great War (französischer Originaltitel: Soldats inconnus: Mémoires de la Grande Guerre) ist ein 2014 erschienenes Videospiel des französischen Entwicklerstudios Ubisoft Montpellier. Das Spiel ist dabei den Genres Rätselspiel und 2D-Adventure zuzuordnen und erzählt die Geschichte von vier Charakteren während des Ersten Weltkriegs, dargestellt in handgezeichneter Trickfilm-Optik. Der Titel, zu deutsch „Wackere Herzen“, bezieht sich dabei auf das Lied „O Valiant Hearts“ von 1919, das die Gefallenen des Krieges ehren sollte. Trotz der Comic-Optik sehen die Entwickler das Spiel als Antikriegsspiel, sowie „animiertes Graphic-Novel-Abenteuer“, welches die miteinander verwobenen Schicksale der Protagonisten behandelt und von Freundschaft, Liebe, Opfer und Tragik in einer aus den Fugen geratenen Welt erzählt. Im Rahmen der Gamescom 2014 hat Ubisoft zudem die für den 4. September geplante Veröffentlichung des Spieles für iOS als Universal-App angekündigt. Das Spiel erschien ebenfalls vier Jahre später am 8. November 2018 für die Nintendo Switch.

## Handlung
Die Handlung folgt dem Leben von vier spielbaren Charakteren, deren Leben sich während des Krieges kreuzen, begleitet von Walt, einem Dobermann, der als Kriegshund dient.
Karl ist ein junger Deutscher, den es als Landarbeiter nach Frankreich verschlug, wo er Marie kennen lernte, die Tochter des gutmütigen Bauern Emile. Die beiden werden ein Paar und vor Kriegsbeginn wird der gemeinsame Sohn Victor geboren. Als der Krieg beginnt, wird Karl, wie alle Deutschen im Land, von den französischen Behörden ausgewiesen und im Kaiserreich schließlich zum Kriegsdienst eingezogen. Auch sein Schwiegervater Emile erhält, trotz seines fortgeschrittenen Alters, seinen Einberufungsbefehl, um für Frankreich zu kämpfen.
Bei Freddie handelt es sich um einen US-Amerikaner kreolischer Abstammung, der heimlich eine Liebschaft zu einer weißen Frau pflegte. Zur gemeinsamen Hochzeit reisen beide nach Frankreich. Nach der Zeremonie zu Kriegsbeginn stirbt seine frisch Angetraute jedoch bei einem deutschen Bombenangriff. Dies führt bei Freddie zu Wut und Verbitterung, weshalb er sich zur Fremdenlegion meldet, um sich an denen zu rächen, die sein Glück zerstörten.
Anna, eine junge belgische Frau, studiert in Paris Tiermedizin, als der Krieg beginnt. Als sie erfährt, dass ihr Vater, ein renommierter Ingenieur, von den Deutschen zur Zwangsarbeit verpflichtet wird, macht sie sich, entgegen dem Rat ihres Vaters, auf, diesen zu retten. Mit einem entwendeten Taxi („Marnetaxis“), das für den Truppentransport bestimmt war, reist sie an die Front und gerät dabei in die Schlacht an der Marne. Vom Anblick dieser Hölle schockiert, beschließt sie, den Verwundeten, egal welcher Seite, als Sanitäterin zu helfen.

## Rezeption
Die Kritiken zum Spiel fielen wohlwollend aus. Gelobt wird dabei vor allem die bildgewaltige Darstellung und die bewegende Handlung. Kritisiert wird hingegen, dass die spielerischen Aspekte dagegen zu kurz kommen, auf Dauer zu monoton wirken, sowie der niedrige Schwierigkeitsgrad.
Der Autor Jörg Luibl von 4Players vergleicht die drastische Darstellung des Krieges in dieser Optik mit dem vielfach ausgezeichneten Antikriegscomic „Elender Krieg“ von Jacques Tardi, beklagt aber eine Inszenierung „zwischen Drama und Komödie, Beklemmung und Belustigung, Antikriegstendenz und heroischem Pathos“, worunter die Handlung leide. Hingegen lobt er, dass zahlreiche historische Fakten in das Spiel eingebettet wurden, die Bildungswert besäßen.
Auch Heiko Klinge von der GameStar beklagt „unsensible Momente in einen sonst so sensiblen Spiel“, wie die Darstellung des deutschen Widersachers, dessen „durch und durch böse und bis zur Karikatur verzerrte“ Erscheinung fehlplaziert wirke. Dennoch lobt er auch die bewegende Handlung des Spieles als „emotional“ und „beeindruckend“. Letztlich sehe man aber an Valiant Hearts, dass „Videospiele eben viel mehr können, als ‚nur‘ zu unterhalten“.

„Selten hat mich ein Spiel so betroffen gemacht. Mit einfacher Comicgrafik lässt es mich den Schrecken des Krieges intensiver erleben als sämtliche Militär-Shooter der vergangenen Jahre. Weil Valiant Hearts eben nicht nur die Schlachten thematisiert, sondern auch und vor allem deren Folgen. Wie rette ich die Zivilisten vor dem Giftgas? Wie entkomme ich den endlosen und mit Leichen übersäten Kriegsgräben von Verdun? Interessanterweise ist Valiant Hearts spielerisch dann am besten, wenn es das Tempo rausnimmt und sich ganz auf seine Physik- und Kombinationsrätsel konzentriert.“

Für die Zeitung Die Welt warf der deutsche Konfliktforscher Martin Bayer einen Blick auf das Spiel, um dessen Authentizität zu prüfen. Dieser lobt einerseits den Detailgrad des Spieles, erwähnt jedoch auch Freiheiten und Ungenauigkeiten in der historischen Darstellung.
Das Spiel wurde von der Historikerkommission der französischen Mission Centenaire 14-18 für dessen Exaktheit ausgezeichnet. Dafür bekam es ein Siegel.
Auszeichnungen
- The Game Awards 2014[18]
  - Beste Narrative
  - Ungewöhnliche Spiele